# 8077 Hoyle
8077 Hoyle este un asteroid din centura principală de asteroizi.

## Descriere
8077 Hoyle este un asteroid din centura principală de asteroizi. A fost descoperit pe 12 ianuarie 1986 la Stația Anderson Mesa de Edward L. G. Bowell. El prezintă o orbită caracterizată de o semiaxă mare de 2,63 ua, o excentricitate de 0,22 și o înclinație de 17,3° în raport cu ecliptica.